# Carl Ludwig Thiele
Carl Ludwig Thiele (Quedlinburg, 18 de novembre de 1816 - Berlín agost de 1848) fou un compositor i organista alemany.
Les primeres lliçons de música les rebé del seu pare, que llavors era cantor de Berlín. Thiele mostrà ben aviat els seus coneixements musicals, particularment en l'orgue, sobre el que adquirí un domini extraordinari, el que li'n valgué aconseguir la plaça d'organista de l'església parroquial de Berlín. Aquest gran artista no va poder demostrar del tot la seva vàlua, ja que el còlera posà fi als seus dies quan a penes tenia trenta-dos anys. Va escriure gran nombre de peces de concert per a orgue (en do menor i en mi bemoll) i unes variacions en do i la bemoll.